# Équipe d'Algérie féminine de volley-ball en 2007
L'Équipe d'Algérie de volley-ball féminin a participé, en 2007, au Championnat d'Afrique, du 5 au 11 septembre.

## Les matchs des A
| Date               | Lieu                           | Adversaire     | Score                         | Durée  | Compétition | Meilleur marqueur | Référence |
| 14 juillet 2007    | Salle Hocine Chalane Blida     | Éthiopie       | 3-0 (25-19 25-20 25-11)       | 1 h 15 | JA          | -                 |           |
| 15 juillet 2007    | Salle Hocine Chalane Blida     | Ghana          | 3-0 (25-18 25-14 25-13)       | 1 h 5  | JA          | -                 |           |
| 16 juillet 2007    | Salle Hocine Chalane Blida     | Seychelles     | 3-0 (25-16 25-18 25-18)       | 1 h 18 | JA          | -                 |           |
| 18 juillet 2007    | Salle Hocine Chalane Blida     | Afrique du Sud | 3-0 (25-15 25-15 25-18)       | 1 h 8  | JA          | -                 |           |
| 21 juillet 2007    | Salle Hocine Chalane Blida     | Kenya          | 3-0 (25-23 25-22 25-20)       | 1 h 20 | JA          | -                 |           |
| 22 juillet 2007    | Salle Hocine Chalane Blida     | Cameroun       | 3-1 (25-17 25-23 16-25 25-16) | 1 h 41 | JA          | -                 |           |
| 5 septembre 2007   | Kasarani Sports Center Nairobi | Cameroun       | 3-1 (25-20 25-20 23-25 25-11) |        | CAVB        | -                 |           |
| 7 septembre 2007   | Kasarani Sports Center Nairobi | Botswana       | 3-0 (25-17 25-21 25-18)       |        | CAVB        | -                 |           |
| 8 septembre 2007   | Kasarani Sports Center Nairobi | Ouganda        | 3-0 (25-22 25-21 25-15)       |        | CAVB        | -                 |           |
| 9 septembre 2007   | Kasarani Sports Center Nairobi | Kenya          | 3-0 (25-22 25-22 25-15)       |        | CAVB        | -                 |           |
| 1er septembre 2007 | Kasarani Sports Center Nairobi | Tunisie        | 3-1 (21-25 25-21 25-23 25-18) |        | CAVB        | -                 |           |
| 11 septembre 2007  | Kasarani Sports Center Nairobi | Kenya          | 3-0 (25-23 25-22 25-23)       |        | CAVB        | -                 |           |

Légende: CAVB : match de Championnat d'Afrique 2007 / JA : match de la Volley-ball aux Jeux africains 2007.

## Les sélections

### Sélection pour leChampionnat d'Afrique de volley-ball féminin 2007
| No                                        | Nom                                       | Date de naissance                         | Taille | Poids | Poste                        | Club                         |
| ----------------------------------------- | ----------------------------------------- | ----------------------------------------- | ------ | ----- | ---------------------------- | ---------------------------- |
|                                           |                                           |                                           |        |       |                              |                              |
| Encadrement technique                     | Encadrement technique                     |                                           |        |       | Légende                      | Légende                      |
| Entraîneur : Ikhedji Mouloud              | Entraîneur : Ikhedji Mouloud              | Entraîneur : Ikhedji Mouloud              |        |       | : Capitaine                  | : Capitaine                  |
| Entraîneur(s) adjoint(s) : Boussaid Salah | Entraîneur(s) adjoint(s) : Boussaid Salah | Entraîneur(s) adjoint(s) : Boussaid Salah |        |       | : Joueur blessé actuellement | : Joueur blessé actuellement |